# Polynemus melanochir
Polynemus melanochir är en fiskart som beskrevs av Valenciennes, 1831. Polynemus melanochir ingår i släktet Polynemus och familjen Polynemidae. IUCN kategoriserar arten globalt som livskraftig.

## Underarter
Arten delas in i följande underarter:
- P. m. melanochir
- P. m. dulcis